# Pseudolycoriella dissonata
Pseudolycoriella dissonata är en tvåvingeart som först beskrevs av Werner Mohrig och Boris Mamaev 1982.  Pseudolycoriella dissonata ingår i släktet Pseudolycoriella och familjen sorgmyggor. Inga underarter finns listade i Catalogue of Life.